# NGC 2649
NGC 2649 este o intermediate spiral galaxy⁠(d) situată în constelația Linxul. A fost descoperită în 5 februarie 1788 de către William Herschel.